# Oskar Wenzky
Oskar Wenzky (* 2. Januar 1911 in Breslau; † 15. Juli 1980 in Köln) war ein deutscher Jurist und Kriminalpolizist, der während des Zweiten Weltkrieges die Kriminalpolizei in den deutsch besetzten Niederlanden leitete und auf diesem Posten in NS-Verbrechen involviert war. In der Bundesrepublik Deutschland machte er zunächst Karriere als Leiter der Kölner Kriminalpolizei (1952–1959) und danach als Präsident des Landeskriminalamts Nordrhein-Westfalen (1959–1964). Zuletzt war Wenzky Referent im nordrhein-westfälischen Innenministerium (1964–1971) und stieg als Landeskriminaldirektor somit zum höchsten Kriminalbeamten Nordrhein-Westfalens auf.

## Jurastudium und Kriminalkommissar
Wenzky war der Sohn eines Polizisten. Nach Ablegung des Abiturs am König-Wilhelm-Gymnasium Breslau absolvierte er ab 1931 an den Universitäten Breslau, Bonn und Köln ein Studium der Rechts- und Staatswissenschaft, das er im Juni 1935 mit dem ersten juristischen Staatsexamen beendete. Anschließend folgte das Rechtsreferendariat, das er jedoch zugunsten einer Polizeilaufbahn abbrach. In der Zeit des Nationalsozialismus trat er Anfang April 1936 als Kommissars-Anwärter in den Dienst der Kripo Köln ein. Nach bestandener Prüfung am Polizei-Institut Charlottenburg war er ab Anfang Januar 1938 zunächst für 14 Monate als Kriminalkommissar auf Probe bei der Kriminalpolizeileitstelle Düsseldorf tätig. Zunächst leitete er die Sonderdienststelle zur Bekämpfung der Korruption zum Nachteil der Wehrmacht und war zwischenzeitlich auch mit der Bearbeitung von Mordfällen betraut. Ab April 1939 leitete er bei der Kriminalpolizeileitstelle Köln das 15. Kriminalkommissariat und war in dieser Funktion auch für den Bereich der seinerzeit so genannten Berufs- und Gewohnheitsverbrecher und damit auch für die Verhängung Polizeilicher Vorbeugungshaft zuständig.

## Zweiter Weltkrieg – Leiter der Kriminalpolizei in den besetzten Niederlanden
Nach Beginn des Zweiten Weltkrieges war er beim Chef der Zivilverwaltung im Armeeoberkommando VI eingesetzt. In diesem Zusammenhang war er ab September 1939 unter anderem für die Bekämpfung von Geschlechtskrankheiten, Jugendkriminalität und schwere Verkehrsunfälle zuständig, wahrscheinlich als Verbindungsbeamter zu den Kriminalpolizeileitstellen Düsseldorf und Köln im Bereich des Armeeoberkommandos.
Ende Mai 1940 wurde er nach Den Haag zum Befehlshaber der Sicherheitspolizei und des SD (BdS) in die deutsch besetzten Niederlande abgeordnet, wo er in der Abteilung V (Kriminalpolizei) zunächst als stellvertretender Leiter fungierte. Zudem oblag ihm zeitweise die Zuständigkeit für diverse Referate der Abteilung V. Anfang 1943 übernahm er dort als Nachfolger Hans Malys die Leitung dieser Abteilung, womit ihm im Besatzungsapparat die deutsche Kriminalpolizei unterstand und er auch an der Fachaufsicht über die niederländische Kriminalpolizei ausübte. Neben der Bearbeitung originärer kriminalpolizeilicher Aufgaben war die Abteilung V auch in NS-Verfolgungsmaßnahmen involviert. So ließ er aus Den Haag Häftlinge nach Köln verbringen, wo sie durch die dortige Kripo in Polizeiliche Vorbeugehaft genommen werden sollten. Neben Widerstandskämpfern gehörten in seinem Einflussbereich auch homosexuelle Männer zu den Opfern polizeilicher Verfolgung. Des Weiteren wurden unter seiner Leitung Razzien zur Ergreifung versteckter Juden vorgenommen und deren Deportation unterstützt. Auch fiel in seinen Zuständigkeitsbereich die Verfolgung von Roma und Sinti, die auf sein Betreiben hin zu Sammelplätzen ins Landesinnere verbracht wurden. Diese Maßnahme erleichterte später deren Deportation in das KZ Auschwitz-Birkenau.
Wenzky beantragte Mitte Dezember 1937 die Aufnahme in die NSDAP, in der er dann Mitglied wurde. Seine Aufnahme in die SS wurde noch im Januar 1945 genehmigt. Der häufig genannte Rang SS-Hauptsturmführer war möglicherweise Folge einer Dienstgradangleichung.
Wenzky gehörte aufgrund seiner Dienststellung als hochrangiger Polizeifunktionär zum innersten Führungszirkel der Sicherheitspolizei in den Niederlanden. Bei Kriegsende war Wenzky zudem Adjutant des Befehlshabers der Sicherheitspolizei und des SD (BdS) in den Niederlanden Eberhard Schöngarth.

## Nachkriegszeit – Karriere als Kriminalpolizist in Nordrhein-Westfalen
Nach Kriegsende befand sich Wenzky von Mai 1945 bis November 1947 in niederländischer Internierung. Dem auf internationalen Fahndungslisten als Kriegsverbrecher geführtem Wenzky wurde insbesondere die Beteiligung an der „Plünderung und Beschlagnahme von niederländischem Eigentum“ zur Last gelegt. Er wurde von niederländischen Vernehmern im Gefängnis Scheveningen eingehend zur Organisation der Kriminalpolizei in den Niederlanden, seinen deutschen und kollaborierenden niederländischen Mitarbeitern verhört. Wenzky stellte die Tätigkeit der ihm seinerzeit in den Niederlanden unterstehenden Kriminalpolizei in Abgrenzung zur Gestapo und zum SD als polizeiliche Verfolgungsmaßnahmen dar, die keine politischen Delikte umfassten.
Ende November 1947 wurde Wenzky nach Deutschland überstellt, wo er Anfang Dezember 1948 aus dem Munsterlager entlassen wurde. Schon im Januar 1948 bewarb sich Wenzky um eine Stelle im Staatsdienst, dabei halfen ihm Empfehlungsschreiben ehemaliger Polizeikollegen. Ab Anfang Mai 1948 war er wieder im Staatsdienst beschäftigt und wurde mit der Leitung der Kölner Außenstelle des Staatskommissariats zur Korruption und Mißwirtschaft betraut. Mitte Juli 1948 bewarb er sich bei der Kölner Polizei und konnte dort im Juni 1949 nach erfolgter Entnazifizierung als Kriminaloberinspektor wieder in den Polizeidienst eintreten. Im November 1950 wurde er zum Kriminalpolizeirat befördert. Wenzky folgte 1952 Willi Gay als Leiter der Kripo Köln nach und verblieb in dieser Funktion bis 1959. In Personalunion leitete er das Sonderkommando zur Bekämpfung des Gangsterunwesens auf den Autobahnen. Bei der Kripo Köln wurde seinerzeit auch die bereits während der NS-Zeit angelegte Kartei über Zigeuner weiter genutzt und aktualisiert. Des Weiteren führte er eine Kartei wegen „Verdachts gleichgeschlechtlicher Unzucht“, in der Mitte der 1950er Jahre tausende Personen erfasst waren. In den 1950er Jahren wurde er für das Bundesverfassungsgericht bezüglich einer Klage zur Reform des § 175 gutachterlich tätig, wo er sich für die Beibehaltung des Paragraphen aussprach. Wenzky war Dozent für Kriminalistik und Kriminologie am Polizeiinstitut Hiltrup. An der Universität zu Köln wurde er 1958 zum Dr. jur. promoviert. Ende der 1950er Jahre wurde er zum Kriminaloberrat befördert.
Anfang August 1959 wurde Wenzky als ausgewiesener Fachmann mit Lehrerfahrung zum Präsidenten des Landeskriminalamts Nordrhein-Westfalen berufen. Von dort wechselte er Mitte Februar 1964 als Referent zum Innenministerium Nordrhein-Westfalen und blieb in dieser Funktion bis zu seiner Pensionierung. Im NRW-Innenministerium galt er seinerzeit als „politisch unbelastet“. In den 1950er und 1960er Jahren verfasste er Fachaufsätze und Bücher zu kriminalistischen Themen und referierte auf Tagungen des Bundeskriminalamts. An der Universität zu Köln übernahm er zudem Lehraufträge für Kriminalistik. Ende Januar 1971 trat er als Landeskriminaldirektor in den Ruhestand. An der Universität zu Köln wurde er im März 1971 zum Honorarprofessor ernannt. Wegen seiner Betätigung im Nationalsozialismus wurde Wenzky juristisch nicht belangt, sagte jedoch als Zeuge im Zusammenhang mit NS-Gewaltverbrechen aus. Wenzky ist im Braunbuch der DDR aufgeführt.
Eine im Dezember 2019 vorgestellte Studie des Historikers Martin Hölzl im Auftrag des LKA Nordrhein-Westfalen kam zu dem Ergebnis, dass die ersten vier Direktoren des Landeskriminalamts (zu denen auch Wensky gehörte) an NS-Verbrechen beteiligt waren. Landesinnenminister Herbert Reul (CDU) bewertete das Ergebnis folgendermaßen: „Aus heutiger Sicht hätten sie niemals mehr als Polizisten arbeiten dürfen.“

## Schriften
- Der „Modus operandi“ als kriminalphänomenologisches Element und kriminalistisches System : Zur Unters. d. Verbrecherperseveranz unter Berücks. d. engl., franz. u. nordamerik. spez. kriminalpolizeil. Systeme, Köln, Rechtswiss. F., Diss. v. 25. Juli 1958
- Zur Untersuchung der Verbrecherperseveranz: (Der „modus operandi“ als kriminalphaenomenolog. Element u. kriminalist. System), Bundeskriminalamt, Wiesbaden 1959 (Schriftenreihe des Bundeskriminalamtes; Jg. 1959/1960, 2)